# Andreas Rudroff
Andreas Rudroff (* 18. November 1744 in Stein an der Donau; † 12. August 1819 ebenda) war ein österreichischer Kirchenmaler im spätbarocken Stil mit klassizistischen Elementen.

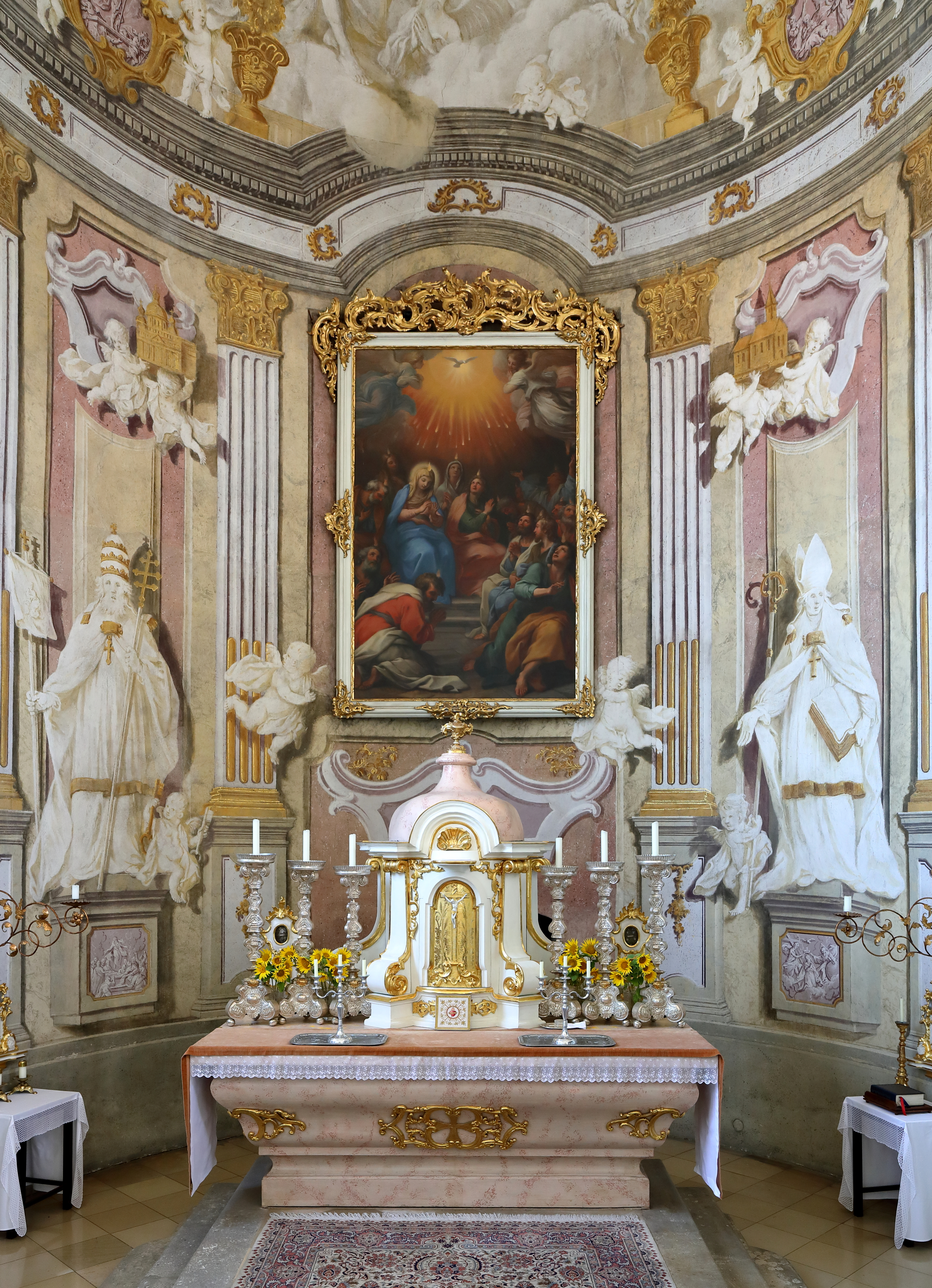
Hochaltar mit gemalten Altaraufbauten in der Basilika Maria Roggendorf

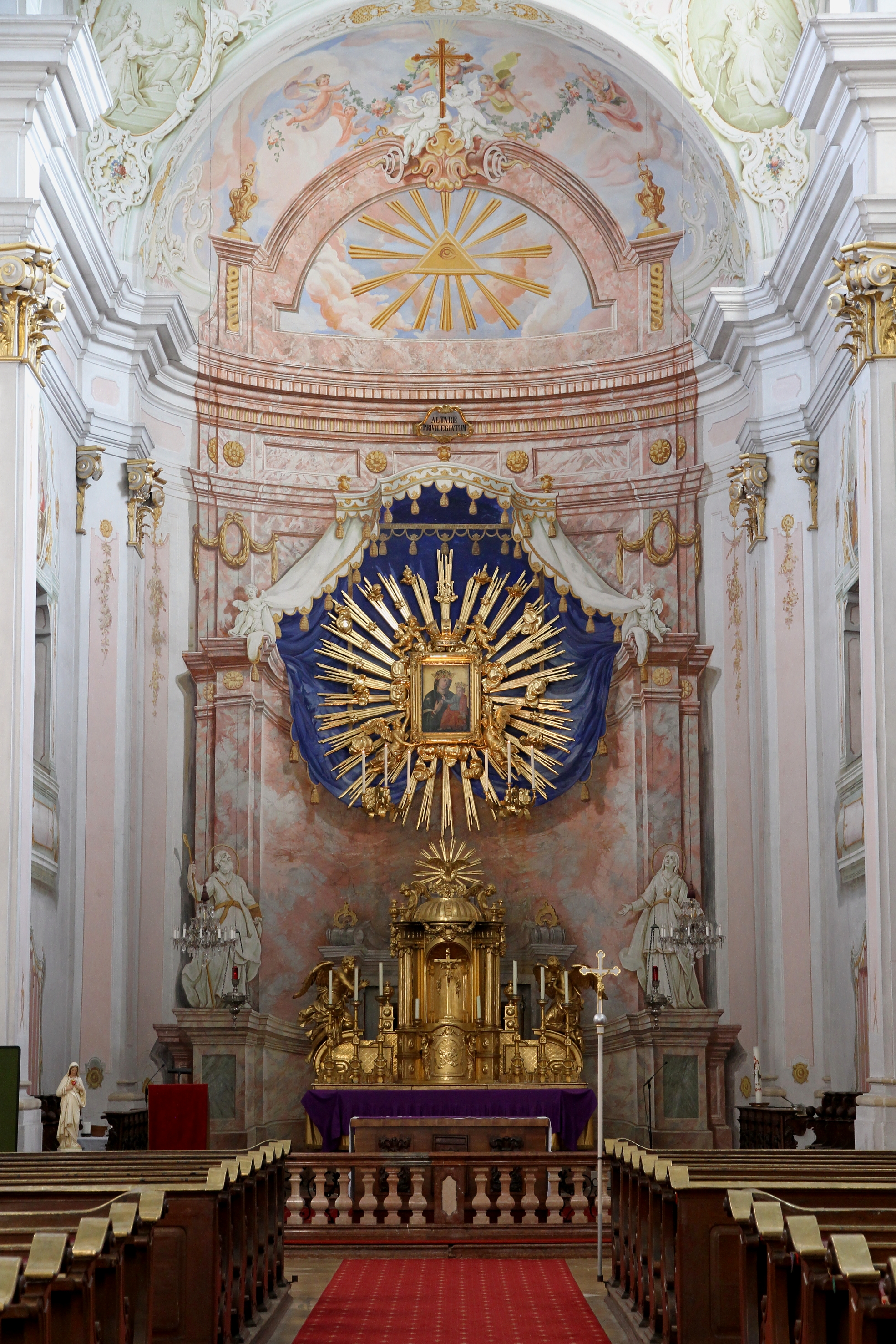
Hochaltar mit gemalten Altaraufbauten in der Kirche Maria Langegg

## Leben
Rudroff, Sohn des Malers Johann M. Rudroff (1700–1783), war ein Schüler vom sogenannten Kremser Schmidt und gilt als einer der Hauptmitarbeiter des Meisters. Mit diesem hat er unter anderem 1776 die Spalieren und Fresken der Seitenstetter Stiftskirche gestaltet.
Er war einer der produktivsten Schüler und Nachfolger vom Kremser Schmidt und arbeitete vorwiegend für den Servitenorden.
Sein älterer Bruder, Matthias Rudroff (* 23. August 1733 in Stein an der Donau; † 25. Mai 1786 in Ofen), war ebenfalls als Kirchenmaler tätig.

## Werke
- 1784–1785 Deckenbilder der Pfarrkirche Brunnkirchen in Krems an der Donau
- 1789 Hochaltarbild in der Pfarrkirche Mautern an der Donau
- 1789 in der Klosterkirche in Maria Langegg
- 1792 Gesamtausmalung im Kloster Schönbühel
- 1792 Gesamtausmalung im Wallfahrtskirche Maria Jeutendorf
- 1794–1800 Gesamtausmalung der Pfarrkirche Haindorf
- Ende 18. Jahrhundert Altarbild hl. Laurentius der Filialkirche Perschling-Haselbach
- 1807 Hochaltarbild Martyrium des hl. Vitus in der Pfarrkirche St. Veit an der Gölsen
- 1812 Bilder im Altartisch der Pfarrkirche Furth bei Göttweig